# Earl Baldwin
Earl Baldwin (né le 11 janvier 1901 à Newark, dans le New Jersey et mort le 9 octobre 1970 à Hollywood, en Californie) est un scénariste et producteur de cinéma américain.

## Filmographie partielle

### Comme scénariste
- 1928 : Brotherly Love de Charles Reisner
- 1929 : The Sophomore
- 1929 : Red Hot Rhythm
- 1930 : Sweet Mama
- 1930 : The Widow from Chicago d'Edward F. Cline
- 1931 : The Naughty Flirt
- 1931 : The Tip-Off
- 1931 : The Big Shot
- 1932 : The Mouthpiece (en)
- 1932 : Docteur X (Doctor X)
- 1932 : La vie commence (Life Begins)
- 1932 : The Crash
- 1932 : Nuit d'aventures (Central Park)
- 1933 : Blondie Johnson
- 1933 : Les Enfants de la crise (Wild Boys of the Road)
- 1933 : Les Veuves de La Havane (Havana Widows) de Ray Enright
- 1934 : Wonder Bar
- 1934 : Voici la marine (Here Comes the Navy) de Lloyd Bacon
- 1934 : A Very Honorable Guy
- 1934 : La Fine Équipe (6 Day Bike Rider) de Lloyd Bacon
- 1935 : Le Bousilleur (Devil Dogs of the Air)
- 1935 : Casino de Paris (Go Into Your Dance)
- 1935 : Tête chaude (The Irish in Us)
- 1937 : Bataille de dames (Ever Since Eve) de Lloyd Bacon
- 1938 : Un meurtre sans importance
- 1938 : Chercheuses d'or à Paris (Gold Diggers in Paris)
- 1938 : Joyeux Compères (Cowboy from Brooklyn) de Lloyd Bacon
- 1939 : Off the Record
- 1940 : L'Étrange Aventure (Brother Orchid) de Lloyd Bacon
- 1940 : L'Homme qui parlait trop (The Man Who Talked Too Much) de Vincent Sherman
- 1940 : My Love Came Back
- 1940 : She Couldn't Say No
- 1941 : Honeymoon for Three
- 1941 : Unholy Partners
- 1942 : La Marine triomphe (The Navy Comes Through)
- 1944 : Pin Up Girl
- 1944 : Greenwich Village
- 1944 : Pour les beaux yeux de ma belle (Irish Eyes Are Smiling) de Gregory Ratoff
- 1945 : Épousez-moi, chérie ! (Hold That Blonde!) de George Marshall
- 1946 : Breakfast in Hollywood
- 1949 : Deux Nigauds en Afrique (Africa Screams)
- 1949 : Shocking Affair
- 1951 : Escale à Broadway (Lullaby of Broadway)
- 1953 : Le Bagarreur du Pacifique (South Sea Woman) d'Arthur Lubin
- 1956 : The Go-Getter
- 1959 : Juke Box Rhythm

### Comme producteur
- 1936 : En parade (Gold Diggers of 1937) de Lloyd Bacon
- 1937 : Bataille de dames (Ever Since Eve) de Lloyd Bacon